# Wagensteig
Wagensteig ist eine ehemals selbstständige Gemeinde, welche durch Eingemeindung am 1. August 1973 zu einem Ortsteil der Gemeinde Buchenbach im Landkreis Breisgau-Hochschwarzwald wurde, und aus zwei weilerartigen Siedlungen und Einzelhöfen besteht. Der Name des Tals geht auf einen einzelnen Hof zurück. Er ging später über auf die durch den Ort führende Landesstraße L 128, die den Buchenbacher Ortsteil Himmelreich mit St. Märgen verbindet, sowie auf den Wagensteigbach, der durch das Wagensteigtal und damit auch durch den Ort führt.

## Geschichte

### Hof und Siedlung
Der Ort wurde erstmals im Jahr 1125 als Waginstat erwähnt, wobei es sich hier um einen Personennamen handeln soll. In diesem Jahr schlichtete Bischof Ulrich von Konstanz einen Streit zwischen der Galluskirche in Zarten und dem Kloster St. Märgen und bestimmte, dass der Zehnt bis zum Ort Waginstat dem Kloster gehören solle.
Das Kloster hatte zwei Ämter im Tal des Wagensteigbaches errichtet, das um das Jahr 1270 als Freudenbach (Frôdenbach) bezeichnet wurde. Während das eine Amt von Schweinbrunnen bis zum „hof zu Waginstat“ reichte (dem heutigen Metzgerbauernhof), verlief das andere von dort abwärts bis zum Diezenbach. Der Hof an der Einmündung des Herrenbach in den Wagensteigbach trennte die beiden Teile von Freudenbach und diente als Meierhof des Amtes Schweigbrunnen.
Im Jahr 1463 wechselte die Grundherrschaft, als die Stadt Freiburg die Vogtei über das Kloster St. Märgen und die beiden „Täler“, Schweinbrunnen und Wagensteig erwarb. Nachdem bis 1496 auch Zarten und Kirchzarten freiburgerisch geworden waren, wurde die Gegend durch den Freiburger Talvogt in der nach ihm benannten Talvogtei in Kirchzarten verwaltet. Da der Meierhof zum Selgut des Klosters gehörte, war er ein Freihof, d. h. er war zins- und vogtssteuerfrei und unterstand nicht dem klösterlichen Herrenvogt.
Im Dreißigjährigen Krieg hatten die Bauern von Wagensteig und Umgebung den Auftrag den Durchzug von Soldaten zu verhindern. Im Jahr 1637 erschlugen die Bauern 32 Mann und einen Offizier der Piccolomini-Kürassiere, als diese einen Durchbruch versuchten. Dies führte zu einer Strafzahlung von 1040 Reichstalern, die die Bauern zu entrichten hatten, woran sich auch die Herrschaft Sickingen und die Abtei St. Peter beteiligten.
Aus Personalmangel wurde im Jahr 2013 die Abteilung Wagensteig der Freiwilligen Feuerwehr aufgelöst und mit Buchenbach vereinigt.
Bei der Buchenbacher Kommunalwahl 2014 gewann die Unabhängige Wahlgemeinschaft zwei Sitze in Gemeinderat. Da sie nur einen Kandidaten auf ihrer Liste ausgewiesen hatte, erhielt sie nur einen Sitz. Der zweite ihr zustehende Sitz blieb frei, obwohl Wagensteig laut Hauptsatzung der Gemeinde Buchenbach eine unechte Teilortswahl mit drei Sitzen zustand.

### Verkehr
Es sind keine archäologischen Funde aus der Zeit der Kelten oder der Römer im Wagensteigtal bekannt. Dennoch besteht die Möglichkeit, dass es bereits unbefestigte Saumpfade gegeben hat, um das Gebirge in Richtung Osten zu überqueren. Damit reduziert der Freiburger Historiker Stülpnagel die Vermutung seines Kollegen Heinrich Schreiber, nach dem es eine keltisch-römische Straße gegeben haben soll. Otto von Eisengrein erwähnt ebenfalls eine keltisch-römische Straße durch Wagensteige.
Durch das Tal führte dennoch eine der ältesten Durchgangsstraßen vom Neckar- und Donaugebiet über den Schwarzwald in das Rheintal: Im Mittelalter wurde das Tal von den Zähringern als Verbindungsstraße von Freiburg im Breisgau über den Schwarzwald nach Osten in Richtung auf die Baar und nach Villingen ausgebaut, das 1326 von den Grafen von Fürstenberg an die Habsburger übergegangen war. Im Jahr 1310 wird sie als „neuer Weg“ erwähnt, damit dürfte ein Neuausbau bzw. eine neue Trasse gemeint sein. Die Alternative zur Straße durch das Wagensteigtal war die Falkensteige, eine Umgehung der Höllentalschlucht auf der Seite der Burg Falkenstein. Sie führte einerseits zur Nessellachen und nach Breitnau, jedoch auch zur Kirche St. Oswald und der Gemeinde Steig. Für die Falkensteige wird im Jahr 1306 erstmals ein Zoll erwähnt.
Am 21. Juli 1340 schlossen Freiburg, Villingen und Rottweil ein Schutz- und Trutzbündnis, das verlangte, die Bürger der Städte auf dem Gebiet der jeweils anderen Städte zu schützen. Die Wagensteigstraße war zu dieser Zeit verfallen und die Falkensteige nur als Saumpfad nutzbar, weswegen die Städte diesen Vertrag geschlossen haben sollen. Beim folgenden Ausbau der Straße durch das Wagensteigtal erlaubte der später von seinen Chorherren ermordete Abt Berchtold der Stadt Villingen die Straße über Klostergüter zu führen. Dafür erlangte er ehrenhalber das Villinger Bürgerrecht. 1379 belehnte König Wenzel Herzog Leopold III., der am 29. November desselben Jahres Villingen und Freiburg beauftragte, die Straße derart zu unterhalten, dass jedermann vor Schaden und Unfall sicher sei.
1964 wurde beim Graben eines Fundaments für ein Gebäude beim Metzgerbauernhof in einer Tiefe von ungefähr vier Metern eine ca. 60 cm dicke Steinsatzschicht mit Natursteinpflasterung gefunden, die mit einer Kohleschicht bedeckt und zur mittelalterlichen Straße zugehörig gewesen sein soll. Im Jahr 1975 sollen im Gelände zudem Straßenrückstände zu erkennen gewesen sein, die teilweise vier Fahrspuren umfassten.
Noch 1628 war die Straße durch das Wagensteigtal die „Hauptstraße“ in den Hochschwarzwald. Österreich reduzierte im 18. Jahrhundert die Bedeutung dieser „alten Villinger Landstraße“, indem es einen dauerhaft benutzbaren Durchgang durch die Höllentalschlucht schuf. Grund waren der Verkehr und die Postverbindung zwischen den vorderösterreichischen Gebieten im Breisgau und denen in Oberschwaben, Vorarlberg und Tirol.
Die alternative Verbindung zum Hochschwarzwald wurde in den Jahren 1862/63 als mögliche Teilstrecke der Höllentalbahn untersucht. Für den Abschnitt zwischen den Bahnhöfen Hinterzarten und Wagensteig wurden 12 der für die Gesamtstrecke zwischen Freiburg und Donaueschingen geplanten 21,45 Millionen Goldgulden veranschlagt. Neben einer nur zwischen Buchenbach und Wagensteig zweispurig ausgebauten Strecke, sollte nach einer großen Schleife durch das Wagensteigtal (Längengewinn) der weltweit erste Spiraltunnel die Höhendifferenz zu Breitnau und Hinterzarten überwinden. Die Fahrt 58600 Fuß zwischen Wagensteig und Hinterzarten hätte damit ungefähr vier Stunden gedauert. Jedoch wurde hier der steileren Strecke durch das Höllental der Vorzug gegeben, obwohl dadurch die steilste Normalspur-Bahn Deutschlands entstand und ein Teil der Strecke nur mit Zahnstangen befahren werden konnte.
Heute verläuft von der Einmündung der Spirzenstraße ein Radweg parallel zur Landstraße nach Buchenbach und Kirchzarten. Von Kirchzarten bestehen über den Radschnellweg, den FR 1 und den FR 8 Anschlüsse nach Freiburg. Von Wagensteig aus verläuft ein separater Radweg zum Thurner.

### Kirche
Ursprünglich gehörte das gesamte Gebiet von Wagensteig zur (Kirch-)Zartener Pfarrei St. Gallus. Als im Jahr 1796 die Buchenbacher Pfarrei St. Blasius von der Kirchzartener Pfarrei abgetrennt wurde, gelangte ein Teil von Wagensteig dorthin. Die Schweigbauern, Hinter- und Oberhöfe samt dem Berghäuslein gingen jedoch an die St. Märgener Pfarrei Mariä Himmelfahrt.
Im späten 16. Jahrhundert wird für Wagensteig erstmals ein St.-Nikolaus-Patrozinium erwähnt. Die heutige Filialkapelle, die noch immer diesem Schutzheiligen der Pilger und Reisenden geweiht ist, soll erstmals 1470 erbaut worden sein. Ihre heutige Form erhielt die Kapelle um das Jahr 1600. Sie wurde mehrfach renoviert und bietet ungefähr Platz für 100 Personen.
Die evangelischen Gläubigen gehören zur Kirchzartener Pfarrei.

## Wappen
Das ehemalige Wappen zeigte „In gespaltenem Schild vorn in Gold (Gelb) ein roter Schrägbalken, hinten in von Silber (Weiß) und Rot geteiltem Feld ein Abtsstab in verwechselten Farben.“

## Persönlichkeiten
- Erwin Dold (1919–2012), Unternehmer und seit 2002 Ehrenbürger von Buchenbach[20]
- Oskar Hog (1926–2006), Heimatforscher und Träger der Ehrenmedaille der Gemeinde Buchenbach, wurde auf dem Metzgerbauernhof geboren und dokumentierte dessen Besitzer seit 1502[21]
- Oskar Saier (1932–2008), Erzbischof des Erzbistums Freiburg von 1978 bis 2002, wurde auf dem Vogtshof geboren[22]